# Lligadura casernària

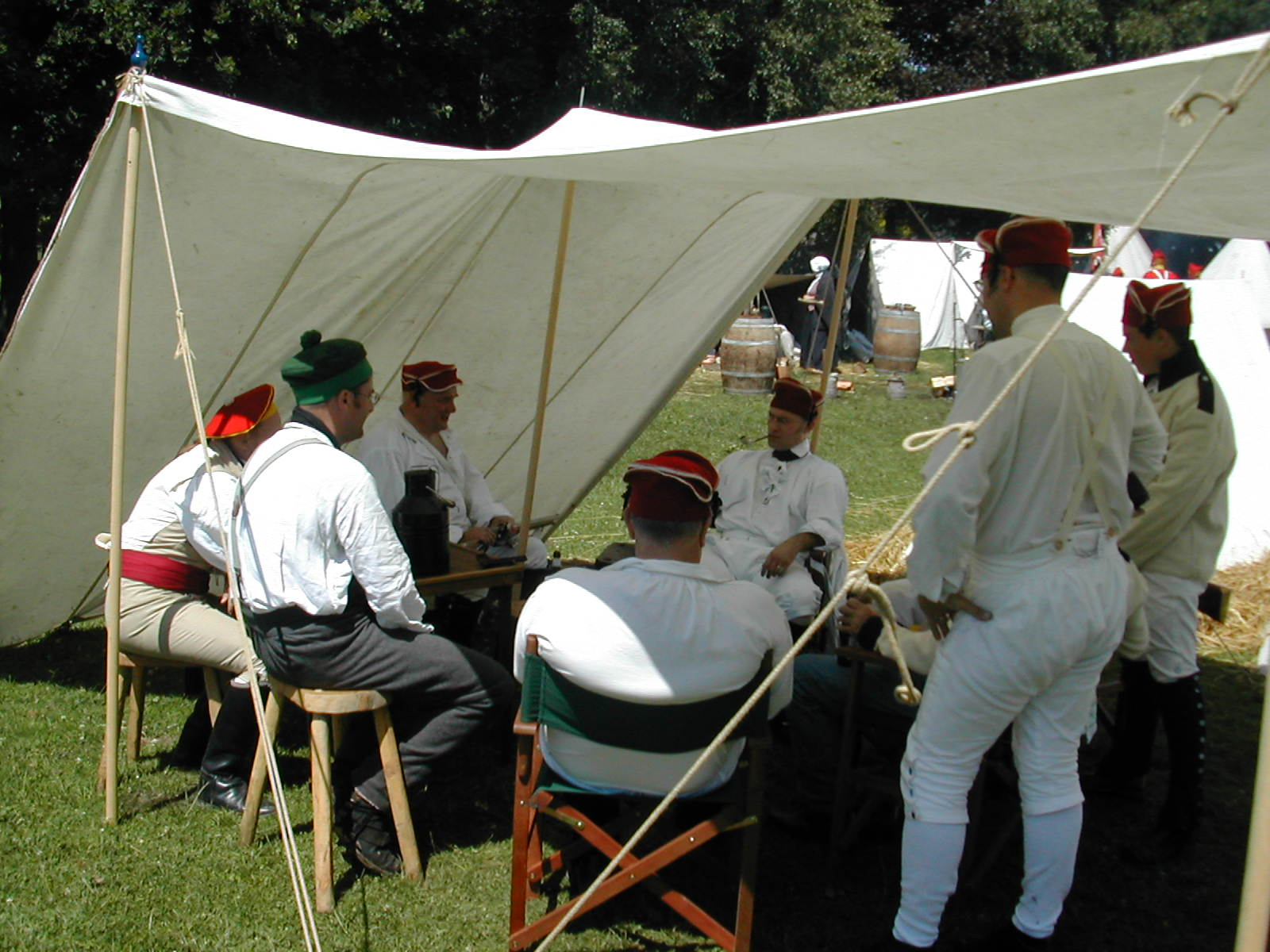
Soldats britànics de campament durant la batalla de Waterloo (1815) amb ligadures casernàries regimentals de tipus divers. Reconstrucció fidel (2004)

Una lligadura casernària (o lligadura de diari, o lligadura de servei) és aquella lligadura militar que hom duu dins la caserna, o altra instal·lació militar, és a dir, aquella lligadura que forma part de l'uniforme de diari o servei, o bé de l'uniforme de feineig. No es tracta, doncs, de cap tipus concret de lligadura, sinó d'una forma d'ús que pot ser coberta per qualsevol mena de lligadura, segons el reglament que vigeixi. El català lligadura casernària equival a l'espanyol tocado cuartelero, al francès bonnet de fatigue, a l'italià berretto da fatica, al portuguès barrete de caserna, a l'anglès forage cap, a l'alemany Lagermütze, etc.
Tradicionalment la lligadura casernària no era prevista per la reglamentació uniformològica general, sinó que es deixava a la tria de cada regiment. No fou fins al període de les guerres revolucionàries i napoleòniques que els exèrcits començaren a reglamentar lligadures casernàries uniformement.
La lligadura casernària acostuma d'ésser lleugera i còmoda, així com de confecció simple i barata (tradicionalment es feia amb roba reutilitzada d'uniformes vells). En la immensa majoria de casos consisteix en algun tipus de casquet, sobretot el casquet de caserna; però també pot ésser un quepis o altra peça similar. Per exemple, entre 1840 i 1868 una mena de quepis fou la lligadura casernària de l'oficialitat austríaca, i també de la tropa de cavalleria austríaca, mentre que la infanteria i altres cossos i armes usaven casquet de caserna. Pels volts de 1848 lligadures anàlogues al quepis eren la lligadura casernària de la tropa danesa i sueca. En el mateix període l'exèrcit sardopiemontès usà quepis com a lligadura casernària per a tots els graus (sota el nom de berretto da fatica), fins que el 1860 hom retornà al casquet de caserna tradicional. El cèlebre quepis estatunidenc, introduït el 1859, era denominat oficialment forage cap ('lligadura casernària') perquè aquest n'era l'ús reglamentari, tot i que en la pràctica fou la lligadura de campanya habitual entre la tropa no muntada.
En alguns casos, la lligadura casernària és alhora de campanya, reglamentàriament. Això es donà, per exemple, amb la gorra austro-hongaresa (Feldkappe) introduïda el 1868; amb el casquet de plat furajka en l'exèrcit rus entre 1881 i 1907; amb el casquet de caserna en nombrosos exèrcits durant la primera meitat del segle xx; etc., etc.
Per la seva practicitat, sovint la lligadura casernària s'ha usat en campanya en detriment de la lligadura reglamentària. Això s'esdevingué, per exemple, en períodes diversos, amb el casquet de caserna en l'exèrcit austríac de mitjan segle XIX; amb el casquet circular als exèrcits britànic i espanyol; amb el quepis estatunidenc (com acabem de veure); etc., etc.
En circumstàncies de penúria pot ser que la lligadura casernària, per la seva barator, esdevingui de tot ús en la pràctica: fou el cas del casquet de caserna entre molts soldats francesos durant les guerres revolucionàries, i del casquet de caserna o del pokalem entre els reclutes en les darreres campanyes napoleòniques.